# Понтонен мост
Понтонният мост (наричан още плаващ мост) е временен мост, който плава по водата.
Опира се на понтони, плаващи елементи, които го поддържат над нея и поемат натоварванията. Въпреки че понтонните мостове обикновено са временни съоръжения, някои се използват за дълги периоди от време. Обикновено се използват в по-защитени местности и в случаи, когато не е икономически оправдано изграждането на мостове с постоянни опори. При понтонните мостове понякога е необходимо част от моста да е по-висока или да може да се вдига или премахва, за да позволи преминаването на кораби.
Обмисляно е използването на потопяеми плаващи тунели при прекосяване на океански проливи. По предварителни оценки, използването на такива съоръжения би било между два и три пъти по-скъпо в сравнение с плаващ мост. За момента в света не съществуват потопяеми плаващи тунели.

## Военни мостове
Понтонните мостове са изключително полезни по време на война при пресичането на реки и други водни препятствия. Такива мостове обикновено са временни, като понякога се унищожават след преминаването, за да не бъдат използвани от противника или се пренасят (при продължителни походи). Те са използвани като голямо преимущество по време на много битки, включително битката при Гариляно и битката при Ауденарде, както и много други.
Понтонните мостове се използват от древни времена.

### Древен Китай
В Древен Китай, текстът от китайската Книга на песните (Шъдзин) от времето на династията Джоу казва, че император Уън е първият, който създава понтонен мост през 11. век пр.н.е. Историкът Джоузеф Нийдам посочва, че най-вероятно временният понтонен мост е изобретен през 9. - 8. век пр.н.е. в Китай, и че горният текст е добавен към книгата по-късно (като се има предвид как книгата е била преработвана по време на управлението на династия Хан, 202 г. пр.н.е. - 220 г.). Въпреки че първите понтонни мостове са създадени в Китай, обезопасени и постоянни мостове (свързани с железни вериги) се появяват за пръв път едва по време на династия Цин (221 пр.н.е. - 207 пр.н.е.). По-късно, по време на династия Сун (960 - 1279 г.), китайският държавник Цао Чън пише за ранните понтонни мостове в Китай:

Чун-Циу хоу джуан казва, че през 58-ата година от управлението на император Нан от династия Джоу (257 г. пр.н.е.), в царство Цин е изобретен плаващият мост, който е използван за преминаване през реки. Но одата Та Мин в Книга на песните разказва за император Уън, че „той е съединил лодки и прави от тях мост“ над река Уей. Сън Йен коментира, че тези лодки са били подредени в редица, като греди (на къща) с напречно поставени дъски на тях, което е точно това, което са и съвременните понтонни мостове. Ту Ю също мисли така... Чън Канчън казва, че хора от царство Джоу го изобретяват и го използват при всеки удобен случай, но хората от царство Цин, на които го дават, са първите, които го закрепят по-стабилно (за постоянно ползване).

По време на династия Източна Хан (25 – 220 г.) китайците изграждат много голям понтонен мост разположен над река Хуанхъ. По време на въстанието на Гунсун Шу през 33 г. над река Яндзъ е построен понтонен мост с укрепени постове. Впоследствие той е разрушен от кораби с тарани от официалните части на Хан под командването на Цън Пън. Към края на династия Източна Хан и през периода на Трите царства, по време на битката при Чъби през 208 г., владетелят Цао Цао свързва голяма част от своя флот с железни вериги, което се оказва фатална грешка когато е атакуван с огън от флота на Сун Цюен.
Армиите на император Тайдзу от династия Сун са разполагали с голям понтонен мост, построен над река Яндзъ през 974 г., като целта му е да осигури продоволствени линии по време на завладяването на земите, владение на династия Южна Тан от владетелите от династия Сун.
На 22 октомври 1420 г. Гиясудин Накка, пратеник на посолство, изпратен от тимуридския владетел на Персия, шах Рук (управлявал от 1404 до 1447 г.), до династията Мин в Китай по време на управлението на император Юнлъ (управлявал от 1402 до 1424 г.), описва гледката и преминаването през голям плаващ понтонен мост над Хуанхъ при Ланджоу (построен през 1372 г.). Той пише:

...съставен от двадесет и три лодки, изключително качествени и здрави, прикачени заедно с дълга желязна верига с дебелина на мъжко бедро, и това прикрепено от всяка страна с желязна подпора с дебелина на мъжка талия разположена на десет лакъта от брега и здраво положена в земята, а лодките са били закрепени към веригата с помощта на големи куки. Разположените големи дървени дъски над лодките са били така здраво и правилно подредени, че всички животни, които се карани да го преминат не са имали никакви проблеми.

### Древна Гърция и Рим
Гръцкият писател Херодот в своите Истории е описал няколко понтонни моста. За император Дарий I от Персия (522 - 485 пр.н.е.) гъркът Мандрокъл от Самос построява понтонен мост, който е разположен над Босфора, свързвайки Азия с Европа. Целта е била Дарий да може да преследва бягащите скити, а също и прехвърли армията си на Балканите, за да разбие македонците. Друг забележителен понтонен мост е изграден от 2 плаващи моста над Хелеспонт, за да може през 480 пр.н.е. Ксеркс I да прехвърли огромната си армия в Европа:
междувременно другите главни конструктори продължиха да изграждат мостовете; и по този начин ги направиха: Съединиха петдесет гребни галери и триреми, триста и шестдесет под моста над Черно море и триста и четиринадесет под другия, корабите лежащи по посока на течението през Хелеспонт (въпреки че това е посока противоположна на тази към Понт), за да се поддържа напрежението на въжетата. След като ги разполагат по този начин и спускат големи котви, тези от едната страна по посока на Понт, заради ветровете, които духат от брега, а от другата страна по посока на запад и Егейско море, поради югоизточните и южните ветрове. Те оставиха и малък проход за тези, които искаха да преминат в Понт с малки кораби, а също и отвъд него. След като направиха това те започнаха да опъват въжетата, обтягайки ги с дървени макари, без да уговорят разделното използване на двата вида въжета, а определят за всеки мост по две въжета от бял лен и четири от въжетата от папирус. Дебелината и красотата на изработката са еднакви и за двата вида, но ленените въжета с по-тежки и от това въже един кубит тежи един талант. Когато построяват моста те нарязват дървени трупи и ги правят с дължина равна на ширината на моста, който строят и ги поставят над опънатите въжета и след като ги подреждат ги връзват и отгоре. След като направиха това те донесоха клони и след като ги разположиха на място, те положиха върху тях пръст; и когато отъпкаха добре земята изградиха бариера от всяка страна, за да не се плашат товарните животни и конете като гледат към морето.
Древноримският писател Вегеций в своя трактат За военните дела (на латински: De Re Militari) пише:
Но той голямото изобретение е това на малките лодки изработени от едно-единствено парче дърво, които са много леки, от начина на изработка и от качеството на дървото. Армията винаги има известен брой от тези лодки във фургони, заедно с достатъчно количество дъски и железни пирони. Това и с помощта на въжета за свързване на лодките може да се построи бързо мост, който за този момент ще има здравината на каменен мост.

### В съвремието
Най-дългият военен понтонен мост изграждан над река е построен през 1995 г. от 586-а инженерна рота, 36-а инженерна група от Форт Бенинг, Джорджия като част от АЙФОР (на английски: IFOR). Сглобен е при неблагоприятно атмосферно време над река Сава близо до Жупаня (между Хърватска и Босна и Херцеговина) и е с обща дължина от 2034 фута (620 метра). Разглобен е през 1996 г.
Модерните варианти на понтонните мостове са все още важна и неотменна част от модерните армии. Американската армия разработва версия на тесен щурмови понтонен мост. Той е използван по време на бойни действия от 299-а многоцелева мостова рота от армейския резерв на САЩ при река Ефрат, Цел Пийч близо до Ал Мусаюб през нощта на 3 април 2003 г. Това се случва по време на нападението над Ирак през 2003 г. от американски и британски части. 185 метровия щурмови понтонен мост е изграден, за да поддържа ретроградни операции, тъй като по частично разрушения магистрален път са се придвижвали тежкобронирани машини. Същата нощ 299-а рота изгражда 40 метров мост, за да поправи повредите по магистралата. 299-а е част американската 3-та пехотна дивизия след пресичането на границата с Ирак на 20 март 2003 г. Примери за изграждането и използването на понтонни мостове по време на бойни операции има и през Втората световна война.

## Конструкция
Когато проектират понтонен мост инженерите трябва да вземат предвид максималното натоварване, което той трябва да поддържа. Всеки понтон може да носи товар еквивалентен на масата вода, която той измества. В този това е включена и масата на моста. Ако максималното натоварване на моста е превишено, един или повече понтони ще се окажат под водата и ще продължат да потъват. Пътят свръзващ понтоните трябва да е способен да издържа на товара, но и да бъде достатъчно лек, за да не ограничава носещия капацитет.
Преди появата на съвременната военна екипировка за строене на понтонни мостове, плаващите мостове обикновено са изработвани от дърво. Те могат да бъдат построени като последователност от участъци, започващи от закотвена точка на брега. Понтоните са правени от лодки, няколко барела свързани заедно, дървени салове или комбинация от изброените. Различните участъци на моста се състоят от един или няколко понтона, които са придвижвани към местоположението си и за свързвани с останалите. Понтоните са свързвани с помощта на опорни греди, върху които са разполагани дъски, за да оформят пътната настилка. Те се прикрепят с помощта на странични релси. Мостът се е разширявал по този начин до достигане на другия бряг.
Необходимо е да се вземат мерки, за да се предпази мост от повреди. Мостът може да се разпадне или потопи при прехвърляне на товара, който може да носи. Понтонният мост може да бъде претоварен, ако една от неговите секции е натоварена значително повече от другите. Възможно е да се предизвика опасно люлеене или осцилиране при синхронизиран марш на група войници или при друг вид многократно натоварване. Течение и тежки плаващи обекти могат да се натрупат край понтоните, по този начин увеличавайки напрежението от течението на реката, което може да доведе до повреда на моста.

## Известни мостове

### Исторически
- Понтонен мост с дължина два километра е използван от персийския император Дарий за пресичането на Босфора.
- Мост с дължина две мили е построен от император Калигула при Байе през 37 г.

### Съвременни
- Плаващ мост Губернатор Алберт Д. Роселини
  - Завършен е през 1963 г. Той е с дължина 7578 фута (2310 метра).
  - Разположен е над езерото Вашингтон. През него преминава щатски път 520 то Сиатъл до Медина. До 1979 г. за преминаването му се е плащала такса. Известен е още с името плаващ мост Евъргрийн. Той е най-дългият мост от този тип в света.
  - Поради възрастта на моста е вероятно да бъде заменен в бъдеще с друг плаващ мост.

- Мемориален мост Лейси В. Мъроу
  - Първоначалният мост е завършен през 1940 г., но потъва през 1990 г. поради лошо време и грешки при поддръжката.
  - Вторият мост е завършен през 1993 г. Той е с дължина 6620 фута (2018 метра).
  - Разположен е над езеро Вашингтон и през него преминава междущатски път 90 от Сиатъл към остров Мерцер. До 1946 г. за преминаването му се е плащала такса. Известен е още с името плаващ мост езеро Вашингтон. Той е първият такъв мост по-дълъг от миля и известно време е най-дългата плаваща структура в света. Той е вторият по дължина плаващ мост.

- Мост канал Худ
  - Завършен е през 1961 г. Той е с дължина 6521 фута (1988 метра).
  - Разположен е над канал Худ, щата Вашингтон и през него преминава щатски път 104. Това е третият по дължина плаващ мост в света.
  - Този мост се разпада по време на буря през 1979 г. След три години е възстановен.

- Мост пристанище Демерара
  - Завършен е през 1978 г. Той е с дължина 6074 фута (1851 метра).
  - Разположен е на юг от Джорджтаун (Гвиана). Той е изработен от стоманени понтонни елементи и е четвъртият по дължина плаващ мост в света.

- Мемориален мост Хоумър М. Хадли
  - Завършен е през 1989 г. Той е с дължина 5811 фута (1771 метра).
  - Разположен е над езерото Вашингтон и през него преминава междущатски път 90 в посока от остров Мерцер към Сиатъл. Той е разположен паралелно на мемориален мост Лейси В. Мъроу. Това е петият по дължина плаващ мост в света.

- Мост Нордхордленд
  - Завършен е през 1994 г. Той е с дължина 4086 фута (1245 метра).
  - Разположен е близо до Берген, Норвегия. Той се състои от свободно плаващ мост (най-дългия неукрепен мост в света) и от висящ мост.

- Плаващ мост Бергсоисунд (на норвежки: Bergsøysund)
  - Завършен е през 1992 г. Той е с дължина 3061 фута (933 метра).
  - Разположен е в Кристиянсунд, Норвегия.

- Мост Галата
  - Завършен е през 1875 г. Той е с дължина 2985 фута (910 метра).
  - Този плаващ мост пресича Златния рог, Турция.

- Мост езеро Оканаган
  - Завършен е през 1958 г. Той е с дължина 2100 фута.
  - Разположен е над езерото Оканаган в Британска Колумбия и през него преминава магистрала 97 до Келовна. Той е първият плаващ мост в Канада. Старият мост с три ленти се подменя с нов с пет ленти. Новият мост Уилям Р. Бенет се очаква да бъде завършен през 2008 г.

- Мост Донгжин в Ганжоу, Китай
  - Понтонни мостове са построени над реките Занг и Гонг още по време на династия Сун (960 - 1279 г.).
  - Един от мостовете, Донгжин, все още може да бъде видян.
  - Той е с дължина 400 метра, изграден е от дървени дъски, разположени върху 100 дървени лодки, свързани с железни вериги.

- Ийстбанк Еспланейд
  - Завършен е през 2001 г. Той е с дължина 1200 фута (366 метра).
  - Разположен е в Портланд и е най-дългият плаващ мост за пешеходци в Съединените щати.

- Мост Хобарт
  - Завършен е през 1943 г. Той е с дължина 3154 фута (961 метра).
  - Разположен е над река Дервент при Хобард, Тазмания.
  - Изграден е от кухи бетонни понтони, а през 1964 г. е заменен от нов мост.

- Мост кралица Ема
  - Понтонен мост от Пунда до Отрабанда през пристанището на Вилемстад на остров Кюрасао. Този постоянен мост има възможност да се отваря, за да позволи преминаването на излизащи в океана кораби.
  - Той е с дължина 548 фута (167 метра).

- Плаващ мост езеро Сънсет
  - Разположен е край Брукфийлд, Върмонт.
  - Построен е от дъски през 1820 г., след това върху насмолени барели през 1884 г., изграден е отново с пластмасови барели напълнени с пяна през 1978 г. и се използва от леки автомобили.

- Плаващ мост Соз
  - Нов плаващ мост е построен, за да замести стария. Разположен е над река Соз при Корма, Беларус.
  - Построен е през 2003/2004 г. и е предназначен да поема лек автомобилен трафик.

- Плаващ мост в Дубай, Обединени арабски емирства
  - Нов плаващ мост е изграден над река Дубай, за да улесни трафика при другите мостове.
  - Мостът е отворен за публично ползване на 16 юли 2007 г.

## Катастрофи
Плаващите мостове са уязвими от влияния на сурово време и особено силни ветрове.
- През 1979 г. най-дългият плаващ мост над солена вода, над канал Худ, е подложен на ветрове със скорост 80 мили в час и пориви до 120 мили в час. Вълни от 10 до 15 фута блъскат моста отстрани и в рамките на няколко часа западната 3/4 миля от структурата потъва. След това е възстановен.
- През 1990 г. построеният през 1940 г. мемориален мост „Лейси В. Мъроу“ е затворен за обновяване. Тротоарите са премахнати, за да се разширят автомобилните платна съгласно стандартите на Междущатската магистрална мрежа. Инженерите разбират, че не могат да използват пневматични чукове без да рискуват нарушаване на целостта на структурата на целия мост. В резултат на това те използват уникален процес, наречен хидроразрушаване, при който се използват мощни струи вода, за да се отстрани бетонът парче по парче. По време на този процес водата прониква в кухите отделения на понтоните на моста, които трябва да са пълни с въздух, за да осигурят необходимата плавателност на моста. В допълнение херметичните врати на понтоните се махнати, за да се улесни работата. По време на дъждовна и ветровита седмица тези врати не са затворени и помещенията се пълнят с вода от бурята, в допълнение на тази от проникнала при хидроразрушаването. Наводнения мост се чупи и потъва. През 1993 г. той е построен отново.
- Малки злополуки са възможни, ако котви или връзки между сегментите на понтонния мост поддадат. Това може да се случи при претоварване, екстремно време или наводнение. Мостът се разпада и части от него отплават. Има много такива случаи. Когато мемориалният мост „Лейси В. Мъроу“ потъва, той поврежда котвените кабели на моста, паралелен на него. Мощен влекач изтегля моста срещу вятъра на бурята и предотвратява допълнителни повреди.